# 林千勝
林 千勝（はやし ちかつ、1961年〈昭和36年〉 - ）は、日本の陰謀論者、反ワクチン活動家、近現代史研究家、ノンフィクション作家。
東京都出身。東京大学経済学部卒業。富士銀行（現みずほ銀行）に入社。退社後、民間会社に勤務。

## 主張
新型コロナウイルス感染症（COVID-19）に関連し、世界保健機構からの脱退を目指す「WHOから命をまもる国民運動」に参加し、創設者の井上正康（大阪市立大学医学部名誉教授）とともに共同代表に就任している。「mRNAワクチン中止を求める国民連合」の代表賛同者は2025年1月に退任した。

## 批判
広島、長崎に投下されたものは原爆ではないとの主張もおこなっており、掛谷英紀からは放射線被爆で苦しんだ人への冒涜だと批判されている。 
港区議会議員の新藤加菜からは資料解釈の飛躍性・断片的引用・構造的な善悪二元論が陰謀論的だと批判されている。

## 主な著作

### 単著
- 『日米開戦　陸軍の勝算 -「秋丸機関」の最終報告書』祥伝社新書 2015.8。ISBN 978-4396114299[10]
- 『近衛文麿 野望と挫折』ワック 2017.11。ISBN 978-4898314654、新版2023。ISBN 978-4898318836[11][12]
- 『日米戦争を策謀したのは誰だ！ロックフェラー、ルーズベルト、近衛文麿そしてフーバーは』ワック 2019.2。ISBN 978-4-89831-481-4[13]
- 『ザ・ロスチャイルド　大英帝国を乗っ取り世界を支配した一族の物語』 経営科学出版 2021.5。ISBN 978-4-905319-474
- 『原爆は 「日本人」へ 二十数発 投下せよ！ーー米英の極秘覚書が明かす原爆投下の真相』 経営科学出版 2024.8。ISBN 978-4-86769-058-1
- 『世界で動きだす国民運動 プランデミックの衝撃 WHOの大罪 トランプ圧勝で仕組まれたパンデミックが明らかになる 』 徳間書店 2024.12。ISBN 978-4198659417

### 寄稿
- 「大東亜戦争は無謀ではなかった　隠蔽された進歩派学者の協力」『正論』、産経新聞社、2015年11月号、188-197頁
- 「支那事変と敗戦で日本革命を目論んだ者たち―『風見章日記』で読む近衛内閣と大東亜戦争」『正論』、産経新聞社、2016年5月号、74-87頁
- 「ディープ・ステート研究　日米戦争を策謀したのは誰だ！」『月刊WiLL』、ワック、2019年9月号、218-230頁
- 「バイデン政権とプーチンの侵攻——そのカラクリ」『月刊WiLL』、ワック、2022年5月号、276-285頁
- 「広島サミット　原爆資料館「ハイドパーク覚書」を見よ！」『月刊WiLL』、ワック、2023年6月号、278-283頁
- 「バイデン政権とプーチンの侵攻——そのカラクリと日本の独立」『月刊WiLL』、ワック、2023年７月号別冊、224-240頁
- 「発掘・考察　大東亜戦争」『夕刊フジ』、産経新聞社、2023年8月8,9,11,13日、２面
- 「日本はグローバルな〝ワクチン屋〟のカモになる」『月刊WiLL』、ワック、2024年6月号、183-189頁

### 漫画原作
- 田辺節雄「皇軍、西へ征け！　大東亜戦争日本の勝利を予言した「秋丸機関」」『歴史通』、ワック、2016年7月-2017年4月

### 監訳・解説
- 『ロスチャイルド家の代理人が書いたアメリカ内戦革命のシナリオ『統治者フィリップ・ドルー』』高木書房 2022.10。ISBN 978-4884718299[14]

### 解説
- ロバート・F・ケネディJr『The Real Anthony Fauci - 人類を裏切った男(上)巨大製薬会社の共謀と医療の終焉』 経営科学出版 2023.10。ISBN 978-4-86769-029-1
- ロバート・F・ケネディJr『The Real Anthony Fauci - 人類を裏切った男(中) アンソニー・ファウチの正体と大統領医療顧問トップの大罪』 経営科学出版 2023.11。
- ロバート・F・ケネディJr『The Real Anthony Fauci - 人類を裏切った男(下) ビル・ゲイツの正体と医療植民地プロジェクト 』 経営科学出版 2023.12。
- ロバート・F・ケネディJr『303の文献から判明した　パンデミック13のひみつ』 経営科学出版 2024.6。
- ディック・ラッセル『ロバート・F・ケネディ・ジュニア 上　真実を求める闘志の目覚めと戦いの幕開け』 経営科学出版 2025.1。
- ロバート・F・ケネディJr『America Values　5人の“ケネディ”から学んだ偉大な教え』 経営科学出版 2025.2。
- ディック・ラッセル『ロバート・F・ケネディ・ジュニア 下　悲劇からの復活と巨大権力への挑戦』 経営科学出版 2025.3。
- W・クレオン・スコウセン『裸の共産主義者 グローバルエリートたちの世界戦略』(上)(下)　経営科学出版 2025.5。